# Ranunculus recurvatus
Ranunculus recurvatus Poir. – gatunek rośliny z rodziny jaskrowatych (Ranunculaceae Juss.). Występuje naturalnie w zachodniej części Ameryki Północnej i na Karaibach.

## Rozmieszczenie geograficzne
Rośnie naturalnie w zachodniej części Ameryki Północnej i na Karaibach. W Kanadzie został zaobserwowany w prowincjach Ontario, Quebec, Nowa Szkocja, Nowy Brunszwik, Wyspa Księcia Edwarda oraz Nowa Fundlandia i Labrador. W Stanach Zjednoczonych występuje w stanach Connecticut, Indiana, Maine, Massachusetts, Michigan, New Hampshire, New Jersey, Nowy Jork, Ohio, Pensylwania, Rhode Island, Vermont, Wirginia Zachodnia, Wirginia, Alabama, Arkansas, Delaware, Floryda, Georgia, Kentucky, Luizjana, Maryland, Missisipi, Karolina Północna, Karolina Południowa, Tennessee, Illinois, Iowa, Kansas, Minnesota, Missouri, Nebraska, Dakota Północna, Oklahoma, Wisconsin i Teksas oraz w Dystrykcie Kolumbii i na Portoryko. Ponadto spotykany jest na Kubie, Dominikanie, Jamajce oraz w Haiti. 

## Morfologia

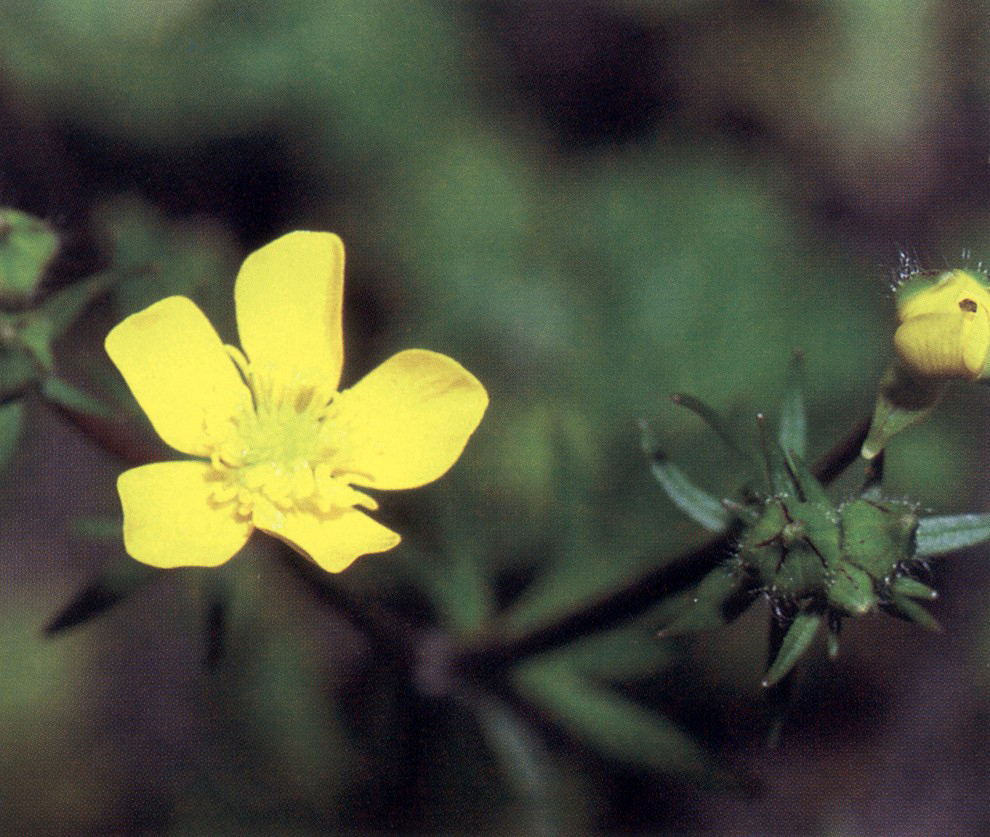
Kwiat

PokrójBylina.
LiścieSą trójdzielne. W zarysie mają sercowaty kształt. Mierzą 2–7,5 cm długości oraz 3–11,5 cm szerokości.
KwiatyMają 5 eliptycznych działek kielicha, które dorastają do 3–6 mm długości. Mają 5 odwrotnie owalnych i żółtych płatków o długości 3–5 mm.
OwoceNagie niełupki o długości 1–2 mm. Tworzą owoc zbiorowy – wieloniełupkę o kulistym kształcie i dorastającą do 5–6 mm długości.

## Biologia i ekologia
Rośnie na bagnach i brzegach rzek. Występuje na wysokości do 1200 m n.p.m. Kwitnie od kwietnia do czerwca. 

## Zmienność
W obrębie tego gatunku wyróżniono jedną odmianę:
- Ranunculus recurvatus var. tropicus (Griseb.) Fawc. & Rendle